# SpaceX CRS-22
SpaceX CRS-22, nota anche come SpX-22, è stata una missione del progetto NASA Commercial Resupply Services verso la Stazione spaziale internazionale, il cui lancio è avvenuto alle 17:29 UTC del 3 giugno 2021. Il contratto per la missione è stato stipulato tra NASA e SpaceX e utilizza una capsula Cargo Dragon 2. Questo è stato il secondo volo di SpaceX nell'ambito della seconda fase del contratto CRS della NASA assegnato a gennaio 2016. La navetta ha effettuato il docking alla stazione spaziale alle 09:09 UTC del 5 giugno ed è rientrata a Terra il 10 luglio.

## Cargo Dragon
SpaceX prevede di riutilizzare le capsule Cargo Dragon fino a cinque volte. La capsula Cargo Dragon è stata lanciata senza i motori SuperDraco per l'eventuale aborto, senza i sedili dei passeggeri, i controlli della cabina di pilotaggio e il sistema di supporto vitale necessari per la sopravvivenza degli astronauti nello spazio. Questo nuovo design offre diversi vantaggi, tra cui un processo più veloce per recuperare, rinnovare e rilanciare le capsule rispetto al precedente design utilizzato nella fase 1 del contratto CRS.
Le capsule Cargo Dragon effettuano la discesa controllata con paracadute e l'ammaraggio nell'Oceano Atlantico o nel Golfo del Messico, piuttosto che nella precedente zona di recupero nell'Oceano Pacifico a ovest della Baja California.

## Carico
La NASA ha stipulato un contratto per la missione CRS-22 da SpaceX e quindi determina il carico utile primario, la data di lancio e i parametri orbitali per la Cargo Dragon. Il peso totale del carico è di 3328 kg.
- Ricerca scientifica: 920 kg
- Hardware del veicolo: 345 kg
- Rifornimenti per l'equipaggio: 341 kg
- Equipaggiamento per EVA: 52 kg
- Materiale informatico: 58 kg
- Carichi esterni: 1380 kg[8]

### ISS Roll Out Solar Arrays (iROSA)
Prima coppia di nuovi pannelli solari implementabili, che utilizzano celle solari spaziali XTJ Prime, basati sul design testato sulla ISS nel 2017. Sono stati consegnati alla stazione nella sezione non pressurizzata della capsula Cargo Dragon nella missione CRS-22. Una seconda coppia è stata consegnata alla ISS con la missione CRS-26 a novembre 2022, e l'ultima coppia è stata trasportata con la missione CRS-28 nel 2023.
L'installazione di questi nuovi pannelli solari ha richiesto due EVA: una per preparare il luogo dell'intervento con un kit di modifica e un'altra per installare i nuovi pannelli.
Altri carichi trasportati sono:
- Catalytic Reactor: Lancio dell'unità legacy per fornire un supporto extra per la capacità di produzione di acqua per il sistema di controllo ambientale e di supporto vitale (ECLSS).
- Commercial Crew Vehicle Emergency Breathing Air Assembly (CEBAA) Regulator Manifold Assembly (RMA): Completa il primo set capace fornire aria, in caso di emergenza, alle capsule commerciali. Questo sistema integrato supporta fino a cinque membri dell'equipaggio per un massimo di 1 ora durante una emergenza di perdita di ammoniaca.
- Zarya Kurs Electronics Unit: attrezzatura critica per il sistema di attracco automatico del segmento russo della ISS. Viene lanciato in supporto all'attività di manutenzione pianificata durante il 2021.
- Portable Water Dispense (PWD) Filter: gruppo filtro principale utilizzato per rimuovere lo iodio dall'acqua consumata dall'equipaggio durante le operazioni ordinarie.
- Commercial off-the-shelf (COTS) Air Tanks: serbatoi d'aria usa e getta utili per supportare lo stoccaggio di gas per le normali attività di repressione della cabina in orbita.
- Iceberg: capacità critica di stivaggio a freddo per supportare le operazioni di carico utile ampliate.[8]

## Ricerca
I nuovi esperimenti in arrivo al laboratorio orbitante con la missione SpaceX CRS-22 supportano la scienza dalla salute umana al calcolo ad alta potenza e utilizzano la stazione spaziale come terreno di prova per le nuove tecnologie.
Tra gli esperimenti che sono arrivati all'interno della capsula ci saranno una serie di esperimenti e studi di ricerca, tra cui:
- Sviluppare farmaci e terapie migliori per il trattamento delle malattie renali sulla Terra
- Utilizzo di sistemi di radici di cotone per identificare varietà di piante che richiedono meno acqua e pesticidi
- Testare la nuova tecnologia a ultrasuoni portatile in microgravità[14]

Due esperimenti sugli organismi modello.
- Uno studio ha esaminato il calamaro bobtail come modello per esaminare gli effetti del volo spaziale sulle interazioni tra i microbi benefici e i loro ospiti animali
- Il secondo studio ha esaminato l'adattamento dei tardigradi al difficile ambiente dello spazio, che potrebbe contribuire alla risoluzione dei problemi a lungo termine per la produzione, la distribuzione e la conservazione dei vaccini sulla Terra.

Studi del Glenn Research Center della NASA:
- Combustion Integration Rack (CIR) Reconfiguration

Programma di esperimenti di volo spaziale per studenti
Lo Student Spaceflight Experiments Program (SSEP) ha cinque esperimenti in manifesto:
- Missione 14B - 3 esperimenti[16]
- Missione 15A - 2 esperimenti[17]

ISS United States National Laboratory
L'ISS US National Laboratory ha sponsorizzato più di una dozzina di payload con partner commerciali e educativi. Questi includono:
- Colgate-Palmolive - Indagine sui biofilm orali
- Eli Lilly - indagine per esaminare gli effetti della gravità sullo stato fisico e le proprietà dei prodotti farmaceutici liofilizzati

## Cubesats
ELaNa 36 : Posizionamento in orbita di 10 CubeSat:
- Alpha - Cornell University, Ithaca, New York
- ARKSAT-1 - Università dell'Arkansas, Fayetteville, Arkansas
- BeaverCube - Massachusetts Institute of Technology (MIT), Cambridge, Massachusetts
- CaNOP - Università di Carthage, Kenosha, Wisconsin
- CAPSat - Università dell'Illinois - Urbana-Champaign, Champaign, Illinois
- EagleSat-2 - Embry – Riddle Aeronautical University, Daytona Beach, Florida
- PR_CuNaR2 - International American University of Puerto Rico - Bayamón Campus, Bayamón, Porto Rico
- RamSat RamSat - Oak Ridge Public Schools (Robertsville Middle School), Oak Ridge, Tennessee
- Stratus - Università tecnologica del Michigan, Houghton, Michigan
- Space Hauc - Università del Massachusetts Lowell, Lowell, Massachusetts

Altri dispiegamenti di CubeSat di Nanoracks:
- SOAR - Università di Manchester, Regno Unito e il consorzio DISCOVERER con finanziamento EU/EC Horizon 2020[20]

Ancora da definire: SpaceICE, LinkSat, CLIC A

## Ritorno di strumentazione
A partire dalla restituzione delle capsule o del sollevamento di corpi in base al contratto CRS-2, la NASA segnala l'hardware principale (hardware guasto o esaurito per la valutazione diagnostica, la ristrutturazione, la riparazione o non più necessario) di ritorno dalla Stazione Spaziale Internazionale. La missione SpaceX CRS-22 è terminata nel luglio 2021 con il rientro nell'atmosfera terrestre e l'ammaraggio nell'Oceano Atlantico vicino alla costa orientale della Florida con 2,404.04 kg di carico di ritorno.
- Catalytic Reactor Developmental Test Objective (DTO): unità ECLSS (Developmental Environmental Control and Life Support System) che ritorna per test, smontaggio e valutazione (TT&E) per determinare la causa del guasto e il successivo riutilizzo.
- Urine Processing Assembly (UPA) Distillation Assembly: unità ECLSS sostitutiva utilizzata per la distillazione, l'elaborazione e l'uso futuro delle urine per TT&E e ricondizionamento per supportare la futura domanda.
- Sabatier Main Controller: hardware principale del sistema Sabatier utilizzato insieme all'Oxygen Generation System (OGS) per le esigenze di produzione di acqua in orbita.
- Rodent Research Habitats (AEM-X): habitat utilizzati durante le missioni di ricerca sui roditori che tornano per essere ristrutturati per supportare le missioni future all'inizio del 2022.
- Nitrogen/Oxygen Recharge System (NORS) Recharge Tank Assembly (RTA): serbatoi di gas vuoti che vengono restituiti per essere riutilizzati per supportare le operazioni con gas ad alta pressione e le attività in orbita.[8]